# Владимир Петкович
Владимир Петкович (нім. Vladimir Petković; нар. 15 серпня 1963, Сараєво) — швейцарсько-боснійський футболіст хорватського походження, що грав на позиції півзахисника. По завершенні ігрової кар'єри — футбольний тренер.

## Ігрова кар'єра
Вихованець футбольної школи клубу «Сараєво». Дорослу футбольну кар'єру розпочав 1981 року в основній команді того ж клубу, в якій провів три сезони, взявши участь лише у 8 матчах чемпіонату.
1984 року Владимир перейшов в «Рудар» (Прієдор), проте наступного року повернувся в рідне «Сараєво», з яким виграв чемпіонат Югославії. Після цього Петкович поїхав у «Копер», але провівши там лише один сезон, футболіст вдруге повернувся в «Сараєво».
З початком міжнаціональної напруженості в країні, яка пізніше переросла в війну, 1987 року Петкович поїхав у Швейцарію. Там він перші роки грав у клубах «Кур», «Сьйон» та «Мартіньї-Спортс». Одночасно з футбольними виступами, футболіст працював складовщиком в Джуб'яско. Лише перейшовши 1993 року в «Беллінцону», Владимир перестав поєднувати два цих заняття. Після «Беллінцони» Петкович грав за «Локарно», «Буокс» та «Малькантоне Аньйо».
Завершив професійну ігрову кар'єру у клубі «Малькантоне Аньйо», за яку виступав протягом 1999—2000 років.

## Кар'єра тренера
Ще будучи футболістом, Петкович очолив «Беллінцону», а потім на тих же умовах тренував «Малькантоне Аньйо», з яким у 2003 році виграв Першу лігу чемпіонату Швейцарії, а через рік зайняв 4 місце в Челлендж-лізі, другому за рівнем дивізіоні Швейцарії.
У 2004 році «Мальканторе» через фінансові проблеми був змушений об'єднатися з клубом «Лугано». Владимира призначили головним тренером об'єднаної команди, яка посіла 8 місце у Челендж-Лізі.

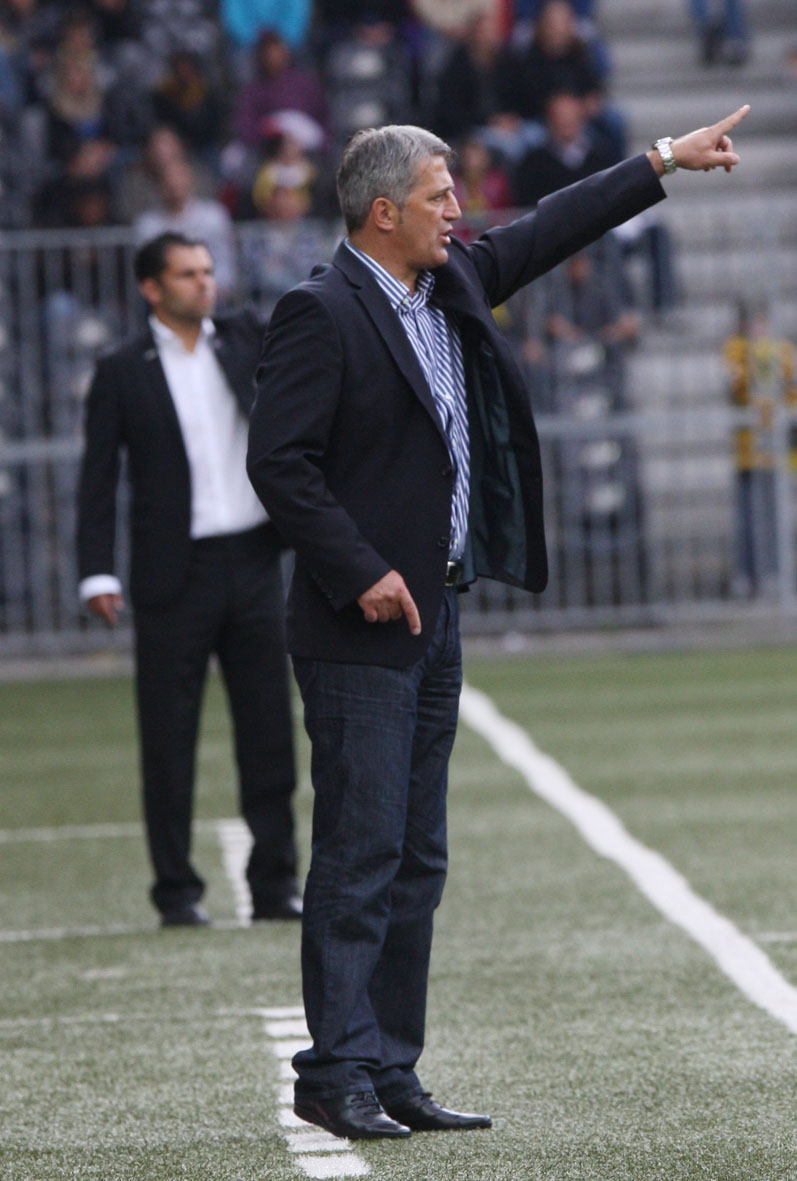
Владимир Петкович під час роботи з «Янг Бойзом». 2009 рік.

У 2005 році Петкович знову очолив «Беллінцону». З нею боснієць посів друге місце у Челендж-Лізі, що дозволило брати участь в перехідних матчах на вихід у Суперлігу, проте там клуб програв «Арау». У 2008 році Владимир вивів «Беллінцону» у фінал Кубку Швейцарії, де його команда поступилася 1:4 «Базелю». У чемпіонаті клуб знову зайняв друге місце і знову програв у плей-оф, цього разу «Санкт-Галлену». Після цієї невдачі, Петкович був звільнений.
2008 року Владимир очолив клуб «Янг Бойз», керівництво якого вже після 5 туру звільнило Мартіна Андерматта. Контракт з новим тренером було підписано на 2,5 роки. Петкович відразу змінив розстановку гравців на 3-4-3 і це принесло успіх: клуб зайняв 2 місце у чемпіонаті і вийшов у фінал Кубка Швейцарії, де програв «Сьйону». На наступний рік тренер вдруге поспіль зайняв друге місце в чемпіонаті. У сезоні 2010/11 клуб був у числі лідерів але, після нічиєї з «Люцерном», в самому кінці чемпіонату, він був звільнений. На звільнення вплинули і результати єврокубків: у Лізі чемпіонів клуб ще на попередній стадії поступився «Тоттенгему», а в Лізі Європи на стадії 1/16 фіналу — пітерському «Зеніту».
У 2011 році Петкович очолив турецький клуб «Самсунспор», але там фахівець пропрацював менше півроку і в січні був звільнений після того, як клуб опинився в зоні вильоту.
15 травня 2012 року Петкович став виконувачем обов'язки головного тренера «Сьйона», яким мав керувати до кінця чемпіонату. Клуб був позбавлений УЄФА 36 очок у чемпіонаті через порушення в матчах Ліги Європи і був змушений брати участь в перехідних матчах. В них клуб Петковича домігся перемоги на «Арау» і зберіг місце в Суперлізі.
2 червня 2012 року Петкович став головним тренером італійського «Лаціо». 26 травня 2013 року «Лаціо» під керівництвом Петковича виграло Кубок Італії. 23 грудня 2013 року Владимир підписав контракт зі збірною Швейцарії, яку мав очолити влітку 2014 року після чемпіонату світу у Бразилії замість Оттмара Гітцфельда. 4 січня 2014 року Петкович був звільнений з «Лаціо» за допущення «інцидентів, які похитнули довіру між сторонами, яке є одним з найважливіших елементів робочої взаємодії», оскільки в розмовах з керівниками «Лаціо» він всіляко заперечував інформацію про переговори з швейцарською федерацією.
Очоливши 1 липня 2014 року збірну Швейцарія, він зміг вивести її до фінальної частини Євро-2016 у Франції. Згодом керував діями швейцарців також на чемпіонаті світу 2018 року та на Євро-2020. На усіх цих міжнародних турнірах Швейцарія незмінно долала групові етапі, програючи лише на ранніх стадіях плей-оф. Загалом за сім років роботи з національною командою Швейцарії Петкович провів 78 матчів, у 41 з який його команда святкувала перемогу при 18 нічиїх та 19 поразках.
Наприкінці липня 2021 року було оголошено, що Петкович повертається до клубної роботи, очоливши тренерський штаб французького «Бордо». У лютому 2022 року Петковича звільнили з «Бордо» через незадовільні результати — команда перебувала на останньому місці у чемпіонаті.

## Титули і досягнення

### Як гравця
- Чемпіон Югославії (1):

«Сараєво»: 1984–85

### Як тренера
- Володар Кубка Італії (1):

«Лаціо»: 2012–13